# Ruske oblasti
Ruska Federacija se dijeli na 85 subjekata (upravnih jedinica), od kojih su 46 oblasti:
| 1. Amurska 2. Arhangelska 3. Astrahanska 4. Belgorodska 5. Brjanska 6. Čeljabinska 7. Irkutska 8. Ivanovska 9. Kalinjingradska 10. Kaluška 11. Kemerovska 12. Kirovska 13. Kostromska 14. Kurganska 15. Kurska 16. Lenjingradska |  | 17. Lipecka 18. Magadanska 19. Murmanskska 20. Moskovska 21. Nižnjenovgorodska 22. Novgorodska 23. Novosibirska 24. Omska 25. Orenburška 26. Orelska 27. Penzenska 28. Pskovska 29. Rostovska 30. Rjazanjska 31. Sahalinska |  | 32. Samarska 33. Saratovska 34. Smolenska 35. Sverdlovska 36. Tambovska 37. Tomska 38. Tverska 39. Tulska 40. Tjumenjska 41. Uljanovska 42. Vladimirska 43. Volgogradska 44. Vologodska 45. Voronješka 46. Jaroslavljska |